# Neoclides diacis
Neoclides diacis är en insektsart som först beskrevs av Haan 1842.  Neoclides diacis ingår i släktet Neoclides och familjen Diapheromeridae. Inga underarter finns listade i Catalogue of Life.